# Michael Eisner
Michael Dammann Eisner (nascido em 07 de março de 1942), é um empresário americano. Ele foi diretor executivo da Walt Disney Company de 1984 a 2005.

## Primeiros anos
Eisner nasceu de uma família abastada, secular judaica, em Mount Kisco, Nova York. Sua mãe, Margaret Dammann, cuja família fundou a American Safety Razor Company, foi a presidente do Instituto de Irvington, um hospital que tratou crianças com febre reumática. Seu pai, Lester Eisner, Jr., era um advogado e administrador regional do Departamento de Habitação e Desenvolvimento Urbano dos Estados Unidos. Seu bisavô, Sigmund Eisner, criou uma empresa de roupas de muito sucesso que foi um dos primeiros fornecedores de uniformes para os Escoteiros da America e sua bisavó, Bertha Weiss, pertencia a uma família de imigrantes que fundou a cidade de Red Bank, Nova Jersey. Seus pais eram ambos descendentes de imigrantes judeus alemães e Eisner tinha 16 parentes que foram mortos no Holocausto.
Ele foi criado na Park Avenue, em Manhattan, e se formou pela Universidade Denison em 1964. Ele é um membro da fraternidade Delta Upsilon e credita muito de suas realizações para o seu tempo no acampamento Keewaydin Canoe em Vermont. Eisner tem uma irmã, Margot Freedman.

## The Walt Disney Company
Desde a morte de Walt Disney em 1966, The Walt Disney Company quase não sobrevive a tentativas de aquisição. Seus acionistas, Sid Bass e Roy E. Disney, trouxeram Eisner (como CEO e Presidente do Conselho) e o ex-chefe da Warner Bros., Frank Wells (como presidente), para substituir Ron W. Miller em 1984 e fortalecer a empresa.
Durante a segunda metade da década de 1980 e início de 1990, a Disney foi revitalizada. Começando com o filme, Uma Cilada para Roger Rabbit (1988) e A Pequena Sereia (1989), o seu estúdio de animação teve uma série de sucessos comerciais e de crítica. A Disney também investiu em filmes para adultos, quando o então presidente dos estúdios Disney, Jeffrey Katzenberg, adquiriu a Miramax em 1993. A Disney comprou a muitas outras fontes de mídia, incluindo ABC e ESPN.
No início da década de 1990, Eisner e seus parceiros planejaram criar a "A Década da Disney", que teria a participação de novos parques em todo o mundo, expansões de parque existentes, novos filmes e novos investimentos em mídia. Enquanto algumas das propostas foram concluídas, a maioria não. Aquelas concluída incluiu o Euro Disney Resort (agora Disneyland Paris), Disney-MGM Studios (agora Hollywood Studios da Disney), California Adventure Park da Disney (agora a Disney California Adventure), Disney-MGM Studios Paris (finalmente inaugurado em 2002, como Walt Disney Studios Park), e vários projetos de filmes, incluindo uma franquia para Roger, o coelho de uma cilada para roger rabbit. 
Wells morreu em um acidente de helicóptero em 1994. Quando Eisner não nomeou Jeffrey Katzenberg ao cargo agora disponível, Katzenberg demitiu-se e formou a DreamWorks SKG com Steven Spielberg e David Geffen. Em vez disso, Eisner recrutou seu amigo Michael Ovitz, um dos fundadores da Creative Artists Agency, para ser presidente, com o mínimo de envolvimento do conselho de administração da Disney. Ovitz durou apenas 14 meses e deixou a Disney em dezembro de 1996 através de um "rescisão", com um pacote de indenização de US$ 38 milhões em dinheiro e 3 milhões em ações no valor de cerca de 100 milhões de dólares na hora da partida de Ovitz. O episódio engendrado de Ovitz derivou um processo de longa duração, que, finalmente, foi concluído em junho de 2006, quase 10 anos depois. A juíza, William B. Chandler, apesar de descrever o comportamento de Eisner como "muito aquém do que os acionistas esperam e exigem das autoridades encarregadas da posição fiduciária ..." foi a favor de Eisner e do resto do conselho da Disney, porque eles não tinham violado a lei.

## Save Disney: Campanha para depor Eisner
Em 2003, Roy E. Disney, o filho do co-fundador da Disney, Roy O. Disney e sobrinho de Walt Disney, demitiu-se tando como vice-presidente da Disney e presidente da Walt Disney Feature Animation, por conta de Eisner, ele o acusou de microgestão com a rede de televisão ABC, a timidez nos negócios dos parques temáticos, a Walt Disney Company ter se transformando em uma empresa "voraz, sem alma", a recusa de estabelecer um plano de sucessão clara, bem como uma série de filme de bilheteria fracassados no inicio de 2000.
Em 3 de março de 2004, na reunião anual dos acionistas da Disney, um surpreendente e sem precedentes de 43% dos acionistas da Disney, a favor de Roy e Stanley Gold, retidos do conselho. O Conselho da Disney, então, deu a posição de presidência do conselho para George Mitchell. No entanto, a diretoria não retirou Eisner imediatamente como presidente-executivo.
Em 13 de março de 2005, Eisner anunciou que iria demitir-se como CEO, um ano antes que seu contrato expirou. Em 30 de setembro, Eisner renunciou tanto como executivo e como membro do conselho de administração, e, cortando todos os laços formais com a empresa, ele renunciou seus direitos contratuais ou benefícios, tais como o uso de um jato corporativo e um escritório na sede da empresa em Burbank. O substituto de Eisner era seu antigo Chefe de Operações, Robert Iger.

## Pós-Disney
Em 7 de outubro de 2005, Eisner foi um anfitrião convidado para o talk show de Charlie Rose. Seus convidados eram John Travolta e seu ex-chefe, Barry Diller. Impressionado com o desempenho de Eisner, Mark Hoffman, presidente da CNBC contratou Eisner no início de 2006 para ter seu próprio talk show, Conversations with Michael Eisner. O show apresenta principalmente CEOs, líderes políticos, artistas e atores. Seus convidados incluíram Chuck Norris e Frank Gehry. Eisner também é um produtor executivo do show.
Em março de 2007, a empresa de investimento de Eisner, The Tornante Company, lançou um estúdio, Vuguru, que produz e distribui vídeos para a Internet, dispositivos de mídia portáteis e telefones celulares.
Em outubro de 2007, Eisner, por meio da Tornante Company, realizou uma parceria com a Madison Dearborn Partners na aquisição da Topps Company, uma empresa de chicletes e colecionáveis. Ele produziu um show de estilo de mockumentário sobre sua aquisição da Topps Company, chamado "Back on Topps".
A Escola de Educação da California State University Northridge é nomeado em sua honra.
Em 2009, Eisner usou seu próprio dinheiro para produzir uma série de animação em stop-motion, chamada Glenn Martin, DDS. Ele foi introduzido no Television Academy Hall of Fame em 2012.

## Vida pessoal
Após a faculdade, em 1964, ele conheceu sua futura esposa, Jane Breckenridge, de ascendência sueca e escocesa. Eles têm três filhos: Breck, Eric e Anders Eisner.

## Livros
- Work In Progress (1998) (ISBN 0-375-50071-5)
- Camp (2005) (ISBN 978-0446533690)
- Working Together: Why Great Partnerships Succeed (2010) (ISBN 978-0-06-173236-2)

## Prêmios e honrarias
- 2001: Honor Award do the National Building Museum.[12]
- 2004: Steven J. Ross Humanitarian of the Year Award.[13]
- Recebeu uma estrela na Calçada da Fama de Hollywood em 2008.[14]
- Foi induzido no Television Academy Hall of Fame em 01 de março de 2012.[15]